# Eutrixa
Eutrixa är ett släkte av tvåvingar. Eutrixa ingår i familjen parasitflugor.
Kladogram enligt Catalogue of Life:
| Eutrixa | \| \| Eutrixa exilis \| \| \| \| \| \| Eutrixa laxifrons \| \| \| \| |
|         | \| \| Eutrixa exilis \| \| \| \| \| \| Eutrixa laxifrons \| \| \| \| |
|         | Eutrixa exilis                                                       |
|         |                                                                      |
|         | Eutrixa laxifrons                                                    |
|         |                                                                      |